# Göteborgs biologiska förening
Göteborgs biologiska förening bildades 19 januari 1904 på restaurangen Valand. Grundarna var tretton män med dåvarande intendenten för Göteborgs museum, doktor Einar Lönnberg i spetsen. Föreningen var bland annat 1911 först i Sverige med att initiera ringmärkning av fåglar i större skala. Det var också denna förening som först föreslog att Rya skog (1920) och Uddevalla skalgrusbankar (1927) borde skyddas. Föreningen har under hela sin historia varit starkt knuten till Göteborgs naturhistoriska museum.